# Ad-Aware
Ad-Aware — программа, предназначенная для удаления шпионского программного обеспечения (англ. spyware) с компьютера пользователя. Также обнаруживает троянские программы, порнодиалеры, malware, scumware, вредоносные дополнения к браузеру, руткиты, а также программы, отслеживающие предпочтения пользователя без его согласия.

## Основные возможности
Программа предлагает широкий набор функций:
- Полное сканирование компьютера, а также сканирование выбранных дисков и папок
- Сканирование реестра, файлов в архивах, избранного Internet Explorer и файла hosts
- Исключение из сканирования файлов больше заданного размера
- Сканирование процессов в оперативной памяти компьютера
- Автоматическое обновление базы вредоносных программ через Интернет
- Поддержка скинов
- Поддержка плагинов

## Различиеверсий
Имеется несколько вариантов программы, различающиеся по своим возможностям и цене.
| Функция                                            | Pro | Plus | Free |
| -------------------------------------------------- | --- | ---- | ---- |
| Защита от spyware, троянов, ботов и пр.            | да  | да   | да   |
| Удаление руткитов                                  | да  | да   | да   |
| Улучшенная технология CSI                          | да  | да   | да   |
| Простая установка и использование                  | да  | да   | да   |
| Lavasoft ThreatWork                                | да  | да   | да   |
| TrackSweep                                         | да  | да   | да   |
| Антивирусная защита                                | да  | да   | нет  |
| Расширенное обнаружение угроз                      | да  | да   | нет  |
| Ad-Watch — защита «на лету»                        | да  | да   | нет  |
| Настройка параметров сканирования                  | да  | да   | нет  |
| Быстрое автоматическое обновление                  | да  | да   | нет  |
| Бесплатная техническая поддержка                   | да  | да   | нет  |
| Блокирование опасных сайтов (редактор файла hosts) | да  | да   | нет  |
| Улучшенная поддержка командной строки              | да  | нет  | нет  |
| Мониторинг сетевых соединений                      | да  | нет  | нет  |
| Мониторинг процессов                               | да  | нет  | нет  |
| Сканирование сетевых дисков                        | да  | нет  | нет  |

## Критика программы
Программа легко уязвима для атак, в частности для подмены баз:
- Файлы обновления являются zip-файлами, зашифрованными по очень простому алгоритму, к тому же пароль расшифровки хранится в открытом виде в исполняемом файле программы;
- Отсутствует проверка целостности файлов обновлений (например, с помощью контрольной суммы);
- Файлы обновления содержат избыточное количество данных, ненужных для работы программы;
- Алгоритм сканирования плохо оптимизирован, из-за чего процесс сканирования использует много системных ресурсов.

Из-за уязвимости для атак и широкой популярности программы Ad-Aware создатели вредоносного ПО имеют возможность скомпрометировать результаты её работы таким образом, что наличие вредоносного ПО не будет обнаружено.

## Похожие программы
- Spy Hunter - программа, предназначенная для удаления шпионского программного обеспечения